# へび座ベータ星
へび座β星(英語: Beta Serpentis)は、へび座の頭部にある三重連星系である。
へび座β星は、おおぐま座運動星団に属する。
主星へび座β星Aは白色のA型準巨星で、視等級は3.67等級である。第1伴星のへび座β星Bはスペクトル型K3VのK型主系列星で、視等級は9.9等。主星からは31秒離れて見える。第2伴星のへび座β星Cは10.7等級で201秒離れて見える。

## 名称
中国の周王朝に由来するシュウ（Chow）という固有名を持つ。